# فراهلژ
فراهلژ (به چکی: Frahelž) یک منطقهٔ مسکونی در جمهوری چک است که در ناحیه ییندریخوف هرادتس واقع شده‌است. فراهلژ ۲٫۹۹ کیلومتر مربع مساحت و ۱۶۱ نفر جمعیت دارد و ۴۲۰ متر بالاتر از سطح دریا واقع شده‌است.